# Jimmy McRae
Jimmy McRae (Lanark, 28 ottobre 1943) è un pilota di rally britannico.

## Carriera
Ha vinto cinque volte il British Rally Championship, negli anni 1981, 1982, 1984, 1987 e 1988. Ha preso parte anche allo European Rally Championship nel 1982 e al WRC, dove il suo miglior piazzamento è stato un quindicesimo posto nel 1983. Jimmy ha avuto da sua moglie Margaret tre figli, Colin, Alister e Stuart.
Iniziò la sua carriera all'età di 31 anni guidando la sua Ford Cortina Lotus Mk1 equipaggiata con motore Lotus, per poi passare ad una Ford Escort Twin Cam. 
Durante la sua carriera, McRae ha guidato con numerose squadre, tra cui Vauxhall, Opel e Ford raggiungendo l'apice quando fu ingaggiato dal Rothmans Rally Team, al volante di una Opel Manta 400. Durante la sua permanenza nel team Rothmans, i suoi compagni di squadra furono Ari Vatanen, Walter Röhrl e Henri Toivonen. Poi passò alla guida di una MG Metro 6R4.

## Palmarès

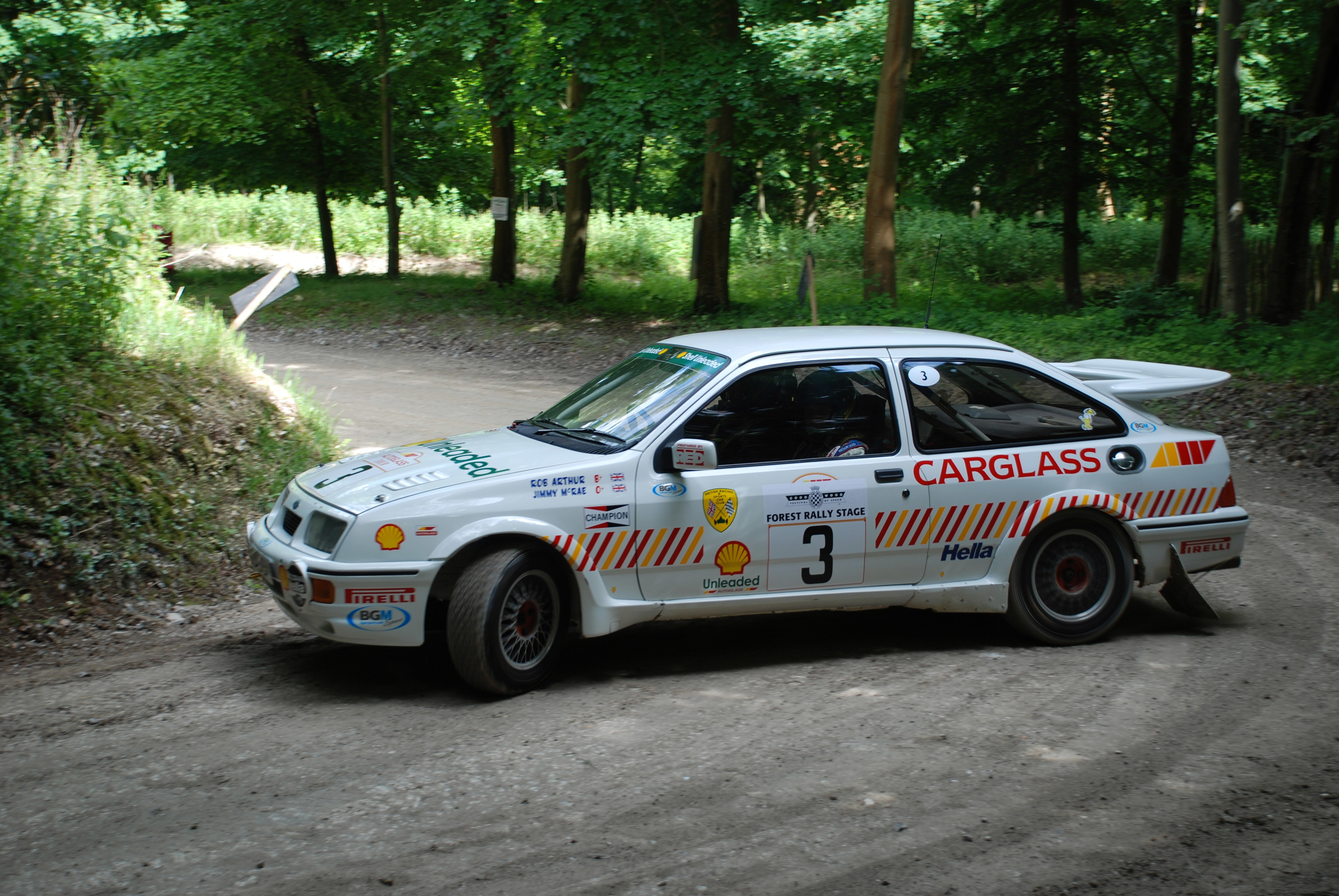
Jimmy McRae nel 2016, sulla sua vecchia Sierra RS Cosworth durante il Goodwood Festival of Speed

British Rally Championship
- 1981 su Opel Ascona 400
- 1982 su Opel Ascona 400
- 1984 su Opel Manta 400
- 1987 su Ford Sierra Cosworth
- 1988 su Ford Sierra Cosworth

## Risultati nel WRC
| 1976 | Scuderia | Vettura               |  |  |  |  |  |  |  |  |  |    |  |  |  |  |  |  | Punti | Pos. |
| ---- | -------- | --------------------- |  |  |  |  |  |  |  |  |  | -- |  |  |  |  |  |  | ----- | ---- |
| 1976 |          | Vauxhall Magnum Coupé |  |  |  |  |  |  |  |  |  | 12 |  |  |  |  |  |  |       |      |

| 1977 | Scuderia | Vettura               |  |  |  |  |  |  |  |  |  |  |     |  |  |  |  |  | Punti | Pos. |
| ---- | -------- | --------------------- |  |  |  |  |  |  |  |  |  |  | --- |  |  |  |  |  | ----- | ---- |
| 1977 |          | Vauxhall Magnum Coupé |  |  |  |  |  |  |  |  |  |  | Rit |  |  |  |  |  |       |      |

| 1978 | Scuderia | Vettura                   |  |  |  |  |  |  |  |  |  |  |     |  |  |  |  |  | Punti | Pos. |
| ---- | -------- | ------------------------- |  |  |  |  |  |  |  |  |  |  | --- |  |  |  |  |  | ----- | ---- |
| 1978 |          | Vauxhall Chevette 2300 HS |  |  |  |  |  |  |  |  |  |  | Rit |  |  |  |  |  |       |      |

| 1979 | Scuderia | Vettura                   |  |  |  |  |  |  |  |  |  |  |    |  |  |  |  |  | Punti | Pos. |
| ---- | -------- | ------------------------- |  |  |  |  |  |  |  |  |  |  | -- |  |  |  |  |  | ----- | ---- |
| 1979 |          | Vauxhall Chevette 2300 HS |  |  |  |  |  |  |  |  |  |  | 12 |  |  |  |  |  | 0     |      |

| 1980 | Scuderia | Vettura                    |  |  |  |  |  |  |  |  |  |  |     |  |  |  |  |  | Punti | Pos. |
| ---- | -------- | -------------------------- |  |  |  |  |  |  |  |  |  |  | --- |  |  |  |  |  | ----- | ---- |
| 1980 |          | Vauxhall Chevette 2300 HSR |  |  |  |  |  |  |  |  |  |  | Rit |  |  |  |  |  | 0     |      |

| 1981 | Scuderia         | Vettura         |  |  |  |  |  |  |  |  |  |  |  |     |  |  |  |  | Punti | Pos. |
| ---- | ---------------- | --------------- |  |  |  |  |  |  |  |  |  |  |  | --- |  |  |  |  | ----- | ---- |
| 1981 | Dealer Opel Team | Opel Ascona 400 |  |  |  |  |  |  |  |  |  |  |  | Rit |  |  |  |  | 0     |      |

| 1982 | Scuderia                 | Vettura         |  |  |  |  |  |   |  |  |  |  |  |     |  |  |  |  | Punti | Pos. |
| ---- | ------------------------ | --------------- |  |  |  |  |  | - |  |  |  |  |  | --- |  |  |  |  | ----- | ---- |
| 1982 | Rothmans Opel Rally Team | Opel Ascona 400 |  |  |  |  |  | 6 |  |  |  |  |  | Rit |  |  |  |  | 6     | 33º  |

| 1983 | Scuderia                 | Vettura        |  |  |  |  |  |   |  |  |  |  |  |   |  |  |  |  | Punti | Pos. |
| ---- | ------------------------ | -------------- |  |  |  |  |  | - |  |  |  |  |  | - |  |  |  |  | ----- | ---- |
| 1983 | Rothmans Opel Rally Team | Opel Manta 400 |  |  |  |  |  | 8 |  |  |  |  |  | 3 |  |  |  |  | 15    | 15º  |

| 1984 | Scuderia        | Vettura        |  |  |  |  |  |  |  |  |  |  |  |   |  |  |  |  | Punti | Pos. |
| ---- | --------------- | -------------- |  |  |  |  |  |  |  |  |  |  |  | - |  |  |  |  | ----- | ---- |
| 1984 | GM Dealer Sport | Opel Manta 400 |  |  |  |  |  |  |  |  |  |  |  | 7 |  |  |  |  | 4     | 36º  |

| 1985 | Scuderia       | Vettura        |  |  |  |  |  |  |  |  |  |  |  |   |  |  |  |  | Punti | Pos. |
| ---- | -------------- | -------------- |  |  |  |  |  |  |  |  |  |  |  | - |  |  |  |  | ----- | ---- |
| 1985 | Opel Euro Team | Opel Manta 400 |  |  |  |  |  |  |  |  |  |  |  | 6 |  |  |  |  | 6     | 34º  |

| 1986 | Scuderia         | Vettura      |  |  |  |  |  |  |  |  |  |  |  |   |  |  |  |  | Punti | Pos. |
| ---- | ---------------- | ------------ |  |  |  |  |  |  |  |  |  |  |  | - |  |  |  |  | ----- | ---- |
| 1986 | Austin Rover WRT | MG Metro 6R4 |  |  |  |  |  |  |  |  |  |  |  | 8 |  |  |  |  | 3     | 49º  |

| 1987 | Scuderia | Vettura                 |  |  |  |  |  |  |  |  |  |  |  |     |   |  |  |  | Punti | Pos. |
| ---- | -------- | ----------------------- |  |  |  |  |  |  |  |  |  |  |  | --- | - |  |  |  | ----- | ---- |
| 1987 | RED Ford | Ford Sierra RS Cosworth |  |  |  |  |  |  |  |  |  |  |  | Rit | 3 |  |  |  | 12    | 23º  |

| 1988 | Scuderia                  | Vettura                                       |  |  |  |  |  |  |  |     |  |  |  |  |     |  |  |  | Punti | Pos. |
| ---- | ------------------------- | --------------------------------------------- |  |  |  |  |  |  |  | --- |  |  |  |  | --- |  |  |  | ----- | ---- |
| 1988 | Toyota Team Great Britain | Ford Sierra XR 4x4 Toyota Celica GT-4 (ST165) |  |  |  |  |  |  |  | Rit |  |  |  |  | Rit |  |  |  | 0     |      |

| 1989 | Scuderia                                                  | Vettura                                        |  |  |  |  |  |   |     |  |  |  |  |  |    |  |  |  | Punti | Pos. |
| ---- | --------------------------------------------------------- | ---------------------------------------------- |  |  |  |  |  | - | --- |  |  |  |  |  | -- |  |  |  | ----- | ---- |
| 1989 | Mitsubishi Ralliart Europe Gary Smith Motorsport RED Ford | Mitsubishi Galant VR-4 Ford Sierra RS Cosworth |  |  |  |  |  | 4 | Rit |  |  |  |  |  | 12 |  |  |  | 10    | 29º  |

| 1990 | Scuderia     | Vettura                     |  |  |  |  |  |  |  |  |  |  |  |     |  |  |  |  | Punti | Pos. |
| ---- | ------------ | --------------------------- |  |  |  |  |  |  |  |  |  |  |  | --- |  |  |  |  | ----- | ---- |
| 1990 | Shell Oil UK | Ford Sierra RS Cosworth 4x4 |  |  |  |  |  |  |  |  |  |  |  | Rit |  |  |  |  | 0     |      |

| 1993 | Scuderia               | Vettura                 |  |  |  |  |  |  |  |  |  |  |  |  |     |  |  |  | Punti | Pos. |
| ---- | ---------------------- | ----------------------- |  |  |  |  |  |  |  |  |  |  |  |  | --- |  |  |  | ----- | ---- |
| 1993 | Shell Helix Motor Oils | Volkswagen Golf GTi 16V |  |  |  |  |  |  |  |  |  |  |  |  | Rit |  |  |  | 0     |      |

| 1997 | Scuderia | Vettura           |  |  |  |  |  |  |  |  |  |  |  |  |  |    |  |  | Punti | Pos. |
| ---- | -------- | ----------------- |  |  |  |  |  |  |  |  |  |  |  |  |  | -- |  |  | ----- | ---- |
| 1997 |          | Hyundai Accent X3 |  |  |  |  |  |  |  |  |  |  |  |  |  | 32 |  |  | 0     |      |

| 2003 | Scuderia | Vettura            |  |  |  |  |  |  |  |  |  |  |  |  |  |    |  |  | Punti | Pos. |
| ---- | -------- | ------------------ |  |  |  |  |  |  |  |  |  |  |  |  |  | -- |  |  | ----- | ---- |
| 2003 |          | Subaru Impreza 555 |  |  |  |  |  |  |  |  |  |  |  |  |  | 17 |  |  | 0     |      |

| 2004 | Scuderia | Vettura            |  |  |  |  |  |  |  |  |  |  |  |     |  |  |  |  | Punti | Pos. |
| ---- | -------- | ------------------ |  |  |  |  |  |  |  |  |  |  |  | --- |  |  |  |  | ----- | ---- |
| 2004 |          | Subaru Impreza 555 |  |  |  |  |  |  |  |  |  |  |  | Rit |  |  |  |  | 0     |      |

| Legenda | 1º posto | 2º posto | 3º posto | A punti | Senza punti | Ritirato | Squalificato | NP=Non partito C=Gara cancellata | Apice=Power stage |